# Nuno Galopim
Nuno Galopim (Lisboa, 1967) es un periodista, escritor y locutor portugués. Es consultor musical del Festival RTP da Canção desde 2017, y ha sido director de la radio pública Antena 1 desde 2021 hasta 2025.

## Biografía
Nacido en 1967, a lo largo de su carrera se ha especializado en periodismo musical. En 1989 debutó como locutor en la radio pública Radiodifusão Portuguesa, primero como colaborador en Antena 1 y después con un programa propio en Antena 2. Si bien ha desarrollado casi toda su carrera en Rádio e Televisão de Portugal (RTP), ha sido uno de los fundadores de la radio musical XFM (1993-1997) y presentador del programa musical Discos Voadores en Rádio Radar. En 1999 regresó a la radio pública como locutor en Antena 3, especializada en música alternativa. También ha escrito libros y colaborado con publicaciones como Expresso, Diário de Notícias, Blitz y Billboard.
En 2016, RTP le nombró consultor musical del Festival da Canção, el concurso en el que se elige al representante de Portugal en el Festival de Eurovisión. Galopim impulsó una apertura a géneros alternativos de la escena portuguesa y priorizó la invitación directa a compositores por delante de los intérpretes. En 2017, la edición que estrenaba el nuevo formato, Salvador Sobral se convirtió en el representante portugués con Amar pelos dois y obtuvo el primer triunfo del país ibérico en la historia de Eurovisión. Desde entonces, Portugal ha organizado la edición de 2018 y ha mejorado sus resultados en el certamen europeo.
En 2021, Nuno Galopim fue nombrado director de programas de Antena 1, RDP África y RDP Internacional. Mantuvo el cargo hasta 2025.